# Distrito de Cayara
El distrito de Cayara es uno de los doce distritos de la provincia de Fajardo, ubicada en el departamento de Ayacucho, en el Perú. Se encuentra a 147 km al sur de la ciudad de Huamanga, que es la capital del departamento.
Cuenta con los anexos de Chincheros y Mayopampa.
En 1988, miembros del Ejército peruano asesinaron a 31 personas de esta localidad, lo que se conoció como Masacre de Cayara.